# 武田鉄矢の泣いて笑って武者修行
『武田鉄矢の泣いて笑って武者修行』（たけだてつやのないてわらってむしゃしゅぎょう）は、1987年4月10日から同年6月19日までテレビ東京系列局で放送されていた、テレビ東京製作のトーク番組を兼ねたスポーツ番組である。放送時間は毎週金曜 20:00 - 20:54 （日本標準時）。
武田鉄矢がプロゴルファーのリー・トレビノに弟子入りし、ゲストと対談しながらゴルフ修行に励む様子を放送していた。